# Deste Günaydın
Deste Günaydın (* 1957 in Sivas) ist eine türkisch-alevitische Sängerin.
Günaydin trat in ihrer Kindheit erstmals in Konzerten auf.
Sie arbeitete mit Musa Eroğlu, Arif Sağ, Sabahat Akkiraz, Gülşen Altun, Belkis Akkale und Muhlis Akarsu zusammen. Unter dem Künstlernamen „Sivasli Deste Günaydin“ nahm sie einige Alben auf, verwendete danach jedoch ihren bürgerlichen Namen weiter. Im Jahr 1987 nahm sie mit Selda Bağcan das Album „Canımı Yoluna Koyduğum“ auf.
Ihr Repertoire umfasst Folk über das Alevitentum  und Semah.
Heute nimmt sie an alevitischen Konzerten, Festen und Festivals, unter anderem beim Baris Semah Dönenler (dt.: Die für Frieden Semah tanzen), teil.

## Alben
- 1987: Canımı Yoluna Koyduğum
- 1988: Agla Kizilirmak Agla
- 1989: Ela Gözlüm - Nerde Silam
- 1990: Merhaba
- 1991: Munzura Söyleyin & Turnalar
- 1992: Halk Ozanlar Avrupa Konzeri 2
- 1992: Cana Düsman Degilim Ben
- 1993: Ahuzar Eyledim
- 1994: Sorun Beni
- 1995: Türkülerimiz Semahlarimiz
- 1997: Acilar Yildiramaz
- 1998: Silanin Sesinde
- 1999: Sürgünüm Oy

| Personendaten    | Personendaten                 |
| ---------------- | ----------------------------- |
| NAME             | Günaydın, Deste               |
| ALTERNATIVNAMEN  | Günaydin, Sivasli Deste       |
| KURZBESCHREIBUNG | türkisch-alevitische Sängerin |
| GEBURTSDATUM     | 1957                          |
| GEBURTSORT       | Sivas                         |